# خوش‌شانس‌ترین مرد آمریکا
خوش‌شانس‌ترین مرد آمریکا (به انگلیسی: The Luckiest Man in America) یک فیلم درام و دلهره‌آور آمریکایی محصول سال ۲۰۲۴ به کارگردانی و نویسندگی مشترک سمیر اولیوروس با بازی پال والتر هاوزر، والتون گاگینز، دیوید استراترن، میسی ویلیامز، هیلی بنت، شامیر اندرسون، جانی ناکسویل، برایان گراتی، پتی هریسون، شونت رنه ویلسون و جیمز ووک است. داستان فیلم رسوایی سال ۱۹۸۴ توسط مایکل لارسون زمانی که او در نمایش بازی شانس خود را امتحان کنید (انگلیسی: Press Your Luck) ظاهر شد و برنده شدنش را به تصویر می‌کشد.
این فیلم برای اولین بار در جشنواره بین‌المللی فیلم تورنتو در ۵ سپتامبر ۲۰۲۴ به نمایش درآمد. در همان ماه، آی‌اف‌سی فیلمز حقوق پخش فیلم در ایالات متحده را به دست آوردند و قصد داشتند آن را در سال ۲۰۲۵ در سینما اکران کنند. قرار است در ۴ آوریل ۲۰۲۵ در ایالات متحده منتشر شود.